# هوتیاهای میانه
هوتیاهای میانه (نام علمی: Mesocapromys) نام یک سرده از تیره هوتیا است.

## گونه‌ها
- هوتیای کابررا (Mesocapromys angelcabrerai)
- هوتیای گوش‌دار (Mesocapromys auritus)
- هوتیای کوتوله (Mesocapromys nanus)
- San Felipe hutia (Mesocapromys sanfelipensis)